# Ape (Letònia)
Ape (alemany: Hoppenhof, estonià: Hopa) és un poble del municipi Ape a Letònia, prop de la frontera amb Estònia, dins la regió històrica de Vidzeme.

## Història
El 1420 la família Hoppe va invertir a la zona. A finals del segle xix la vila va estar sota el comandament del terratinent Axel von Delwig. El 1903 existia una estació de ferrocarril que pertanyia a la línia Walk - Marienburg. Va obtenir els drets de ciutat el 1928.

## Personatges il·lustres
- Andris Šķēle, Primer Ministre de Letònia.